# Colton, California
Colton, California là một thành phố tại quận quận, tiểu bang California, Hoa Kỳ. Thành phố nằm trong Vùng Đại Los Angeles. Dân số theo điều tra năm 2005 của Cục điều tra dân số Hoa Kỳ là 51.427 người, dân số theo điều tra năm 2010 là người, diện tích là km2. 